# Philip Dauber
Philip M. Dauber (* 4. September 1942 in New York, Vereinigte Staaten) ist ein US-amerikanischer Autor, Filmproduzent und Filmregisseur, der 1978 mit und für seinen Kurzfilm Spaceborne für einen Oscar nominiert war.

## Biografie
Dauber absolvierte 1963 die University of California in Los Angeles, wo er seinen Bachelor of Arts ablegte, 1964 seinen Master of Science und 1966 seinen Doktortitel im Bereich Philosophie. Ab 1994 arbeitete Dauber als Lehrer für Physik und Astronomie an der Alameda High School. Er arbeitete zudem für die US Power Squadron und den Coast Guard Auxiliary. Seit 1996 ist er auch Autor verschiedener wissenschaftlicher Magazine. Dauber ist Vater einer Tochter.
Mit seinem Dokumentar-Kurzfilm Spaceborne von 1977, der Originalaufnahmen beinhaltet, die von Astronauten der NASA während ihrer Missionen gemacht worden sind, wurde Dauber für einen Oscar nominiert, der jedoch an Beverly Shaffer und Yuki Yoshida und ihren Film I’ll Find a Way ging, der eine Neunjährige begleitet, die sich nur auf Krücken fortbewegen kann.

## Filmografie (Auswahl)
- 1976: The Search for Antiworlds (Dokumentarfilm)
- 1977: Spaceborne (Dokumentar-Kurzfilm, Regie, Produzent)
- 1977: The Three Big Bangs
- 1978, 1980, 1981: In Search of… (Fernseh-Seriendokumentation, 3 Folgen;
a) Cryogenics (Produzent)
b) Jimmy Hoffa (Autor)
c) Biofeedback (Regie, Produzent)

## Bücher (Auswahl)
- The Three Big Bangs: Comet Crashes, Exploding Stars, And the Creation of The Universe (Helix Books)
- Der dreifache Urknall. Leben und Evolution durch kosmische Gewalt (zusammen mit Richard A. Muller)

## Auszeichnung
- Oscarverleihung 1978: Oscarnominierung mit und für den Film Spaceborne in der Kategorie „Bester Kurzfilm“